# Margarita Hernández Pascual
Margarita Hernández Pascual (San Antonio de los Baños-La Habana-Cuba, 1960) é uma cineasta brasileira, nascida em Cuba. Formou-se em Museologia em Cuba, e posteriormente estudou fotografia e cinema no Brasil. Desenvolveu projetos de museologia no Ceará, onde iniciou-se também como cineasta. Atualmente dirige a produtora de cinema e arte Bucanero Filmes. Seus curtas metragens receberam numerosos prêmios. É também coordenadora geral do Festival Ibero-americano de Cinema Cine Ceará desde o ano 2000.

## Filmografia como diretora
- 2018 Ché. Memórias de um ano secreto Documentário 76´. Full HD, Brasil-Argentina, direção Margarita Hernández[1]
- 2013 Pausas, Documentário, 27’, HD, direção Margarita Hernández
- 2006 Filipe, Documentário, 14’, 35mm, direção Margarita Hernández
- 2001 Labirinto, Documentário, 18’, 35 mm, direção Margarita Hernández e Tibico Brasil
- 1999 Una Nação de Gente, Documentário, 13’, 35 mm, direção Margarita Hernández e Tibico Brasil

## Filmografia como produtora
- 2013 Pausas, Documentário, 27’, HD, direção Margarita Hernández
- 2011 Os últimos cangaceiros, Documentário, 79', 35mm, Brasil, direção Wolney Oliveira
- 2006 El cayo de la muerte, Ficção, 88', 35mm, Brasil-Cuba, direção Wolney Oliveira
- 2004 Borracha para a vitória, Documentário, 55', Brasil, direção Wolney Oliveira
- 2001 Labirinto, Documentário, 18’, 35 mm, direção Margarita Hernández e Tibico Brasil
- 1999 Una Nação de Gente, Documentário, 13’, 35 mm, direção Margarita Hernández e Tibico Brasil
- 1999 Milagro en Juazeiro (Milagre em Juazeiro) 83’, Docudrama, 35 mm, dirección Wolney Oliveira
- 1992 Sabor a mí, Documentário, 29’,  Vídeo, direção Wolney Oliveira
- 1990 Los regalos de Don José 19’, Docuficção, Vídeo, direção Wolney Oliveira

## Prêmios
"Uma Nação De Gente"
- Melhor Produção Cearense no 9º Cine Ceará, 1999
- Melhor Edição no 9º Cine Ceará, 1999
- Melhor Trilha sonora no 9º Cine Ceará, 1999
- Prêmio Espaço Unibanco na X Mostra Internacional de Curta metragem de São Paulo, 1999
- Tatu de Ouro ao Melhor documentário na XXII Jornada Internacional da Bahia, 1999
- Melhor documentário no VII Festival de cinema e vídeo de Cuiabá, Matogrosso, 1999
- Melhor Filme 16 mm do XXXII Festival de Brasilia do Cinema Brasileiro,1999
- Melhor Documentário no Festival de Cartagena, Colombia, 2000
- Melhor Trilha Original no IV Festival de Cinema de Recife, Pernambuco, 2000
- Melhor Documentário, Melhor Filme, Prêmio Unesco ao Melhor Filme Nacional e Melhor Montagem do XXIII Festival Guarnicê de Cine – Vídeo de Maranhão, 2000
- Melhor Filme 16mm do Festival de Gramado, 2000

"Filipe"
- Margarida de Prata, Conferência Nacional Dos Bispos Do Brasil, CNBB, 2007.
- Melhor Edição de Som (Simone Petrillo e Vinícius Leal), 2º Festival Cine Música, Conservatória, 2008.
- 5ª Mostra Nacional Vídeo Saúde, Segundo Colocado, Fundação Oswaldo Cruz, 2008.

## Outros prêmios
Melhor Edição do vídeo “Não deu tempo” de Tibico Brasil, X Cine Ceará, 2000.
Melhor Documentário com o filme “Labirinto” no 25° Festival Guarnicê de Cine-Vídeo, Maranhão, 2002.
Prêmio Ceará de Cinema e Vídeo pelo documentário “Labirinto”,  2001.
Prêmio Ceará de Cinema E Vídeo pelo documentário “Filipe”, 2003 . 